# Музей Боде
Музей Боде (нем. Bode-Museum) — художественный музей в составе ансамбля Музейного острова в Берлине, в котором размещаются экспозиции Скульптурного собрания, Музея византийского искусства и Монетного кабинета. 17 октября 2006 года музей открылся после шестилетней реставрации. До 1945 года музей носил имя кайзера Фридриха. В 1956 году распоряжением министра культуры ГДР Иоганнеса Р. Бехера музей получил имя Вильгельма фон Боде.

## Здание музея
Идея создания музея искусства в Берлине возникла в 1871 году при кайзеровском дворе среди окружения кронпринца и позднее германского императора Фридриха III. Конкретные предложения были представлены Вильгельмом фон Боде. Придворный архитектор Эрнст фон Ине возвёл в период с 1897 по 1904 годы музейное здание для собранной Боде коллекции скульптуры и живописи, начало которой положили кунсткамеры курфюрстов Бранденбургских. Музей имени кайзера Фридриха открылся 18 октября 1904 года, в день рождения умершего в 1888 году Фридриха III.
Здание в стиле необарокко расположено на северо-восточной оконечности Музейного острова на участке размером в 6 000 м², представляющем собой по форме неправильный треугольник. Несмотря на это архитектору удалось создать здание с куполом над входом, производящее впечатление сооружения, имеющего форму абсолютно симметричного и равнобедренного треугольника с закруглённой вершиной. С берегами Шпрее вход в музей соединяют два моста через оба рукава реки. Здание отделано песчаником, квадровый цоколь с окнами и разделённые коринфскими полуколоннами и ризалитами с фронтонами два верхних этажа музея кажутся вырастающими прямо из воды. Аллегорические изображения видов искусств и знаменитых центров искусства на аттиках выполнены скульпторами Августом Фогелем и Вильгельмом Видеманном.
Несколько поперечных корпусов музейного здания образуют пять внутренних дворов. За фойе начинается впечатляющая вереница помещений, образующая центральную ось здания: Большой купольный зал с широко раскинувшимися пролётами лестниц и гальванопластической копией 1904 года конной статуи Великого курфюрста работы Андреаса Шлютера; за ним следует Зал Камеке со статуями, некогда украшавшими крышу возведённой тем же Шлютером и не сохранившейся Виллы Камеке на улице Доротеенштрассе; далее располагается базилика в стиле итальянского Ренессанса с религиозными скульптурами в боковых капеллах — полихромными, покрытыми глазурью терракотами Луки делла Роббиа и алтарём Воскресения Христова из Флоренции; замыкает этот ряд Малый купольный зал с лестницей в стиле рококо и мраморными статуями Фридриха Великого и пяти его генералов. В этой анфиладе представительских залов когда-то проходили торжества, на которые приглашались придворные и меценаты из среды состоятельного бюргерства.
В собственно выставочных залах Боде разместил герметичные, законченные ансамбли из скульптур, картин, предметов мебели и декоративно-прикладного искусства так, как это было принято в частных коллекциях в домах крупной буржуазии. Их дополняют внутренние архитектурные детали: порталы, мраморные арки, кессоновые потолки, камины и алтари, которые Боде приобрёл для нового здания музея в Италии. Декор этих залов по замыслу Боде должен был приближать посетителей музея к атмосфере прошлого. Своими «стилевыми залами», где экспонаты подбирались по историческим периодам, Вильгельм фон Боде следовал музейно-педагогической концепции, которую положил в основу своего музейного здания по соседству — Бранденбургского музея — Людвиг Хофман.
В память о Фридрихе III музей получил название «Музей кайзера Фридриха». Во Вторую мировую войну здание музея сильно пострадало. После войны с 1945 года музей носил название «Музей на Купферграбене». В 1956 году музей был переименован в честь своего зачинателя и первого директора. Здесь располагался Египетский музей и собрание папирусов, Музей первобытной и ранней истории, картинная галерея, Скульптурное собрание и Монетный кабинет.

## Восстановление
Впервые после войны экспозиции музея частично открылись для посетителей в 1950—1960 годы. Постепенное восстановление функционирующего музея, включая реставрацию внутренних помещений, затянулось до 1987 года. С начала 1990-х годов в здании стали обнаруживаться многочисленные и серьёзные строительные дефекты, в связи с чем в 1997—1998 годы было принято решение о постановке здания музея на капитальный ремонт с восстановлением исторического облика столетнего памятника архитектуры.
Ещё в 1904 году внимание посетителей музея привлекал так называемый «Кабинет Тьеполо» — достаточно небольшой зал, оформленный в оттенках пыльной розы и белого и богато украшенный стукко в форме позднебарочных ленточных орнаментов. Здесь находились 22 фрески в технике гризайли, который художник эпохи барокко Джованни Баттиста Тьеполо создал в 1759 году для палаццо Volpato Panigai в Нервесе на севере Италии. Вильгельм фон Боде выкупил их, перевёз в 1899 году в Берлин и разместил в своём музее. Во Вторую мировую войну этот зал был полностью разрушен, картины были вывезены на хранение и долгое время считались утерянными. В ходе последних реставрационных работ ценой огромных трудов кабинет удалось восстановить по одной единственной чёрно-белой фотографии из музейного каталога 1904 года.
Четыре из пяти внутренних дворов открыты для посещения размещённой в них скульптурной экспозиции под открытым небом. В соответствии с мастер-планом Музейного острова музей был соединён с Пергамским музеем. Во время реставрации была проведена модернизация всего здания с точки зрения техники и безопасности. Фотоателье и реставрационные мастерские получили новое современное оснащение, была усовершенствована система пожарной охраны и установлена система кондиционирования. Здание стало доступным для посетителей с ограниченными физическими возможностями. Поражённые коррозией части стальных несущих конструкций были заменены и стены музея были очищены от грибка. Здание предполагалось по возможности сохранить в оригинальном виде, поэтому более поздние архитектурные элементы были удалены и возвращено оригинальное цветовое оформление.
Строительные работы в музее, продолжавшиеся пять с половиной лет, завершились в ноябре 2005 года символической передачей ключей. В октябре 2006 года готовое здание было передано общественности. За это время была подготовлена экспозиция произведений искусства в современном стиле, вызвавшем жаркие дискуссии. В конечном итоге экспозиция Музея Боде отвечает современным представлениям посетителей о музейной экспозиции: стены и цоколи окрашены преимущественно в белый или светло-серый цвета, объекты искусства размещены неплотно, часто предоставляя для осмотра самые изысканные ракурсы. Скульптуры нередко размещаются в залах свободно, оставляя открытое и живое впечатление. При этом прочитывается изначальная концепция комплексных «стилевых залов», заложенная Вильгельмом фон Боде: экспозиции дополняют детали исторической обстановки — полы, потолки, отдельные предметы мебели — и около 150 тематически и стилистически отобранных из собрания Берлинской картинной галереи произведений живописи.
Капитальный ремонт Музея Боде обошёлся федеральному бюджету в 152 млн евро. Общая площадь музея составляет около 25 тысяч м², из них полезная площадь 66 выставочных залов — 11 тысяч кв.м. В музее также размещаются собрание эскизов с произведениями итальянской скульптуры различных школ, детская галерея, магазин и кафе.

## Скульптурное собрание
Скульптурное собрание является одной из самых крупных коллекций старинной пластики в Германии. Как и собрание Музея византийского искусства оно оказалось после Второй мировой войны разделённым между Западным и Восточным Берлином. Объединённая коллекция экспонируется на своём историческом месте — в Музее Боде — с 2006 года. Очевидным символом объединённой коллекции стала скульптурная группа «Триумф креста» из церкви св. Морица в Наумбурге, разместившаяся на первом этаже музея. Последние несколько десятков лет две фигуры из дуба, датируемые 1220 годом. хранились в разных местах: Мария — в музейном центре в Далеме, а Христос — на Музейном острове.
Скульптурное собрание хранит произведения искусства от Средневековья до конца XVIII в. из немецкоязычных стран, а также Франции, Голландии, Италии и Испании. Основу коллекции составляет итальянское искусство раннего периода итальянского Ренессанса: терракотами Луки делла Роббиа, скульптурами Донателло, Дезидерио да Сеттиньяно, Франческо Лаурана и Мино да Фьезоле. Широко представлены немецкие скульпторы готики, в частности: Тильман Рименшнейдер, Ханс Брюггеманн, Никлаус Герхерт Лейденский и Ханс Лейнбергер. Особого упоминания заслуживают крупноформатные скульптурные изображения святых рыцарей времён Тридцатилетней войны и ренессансные и барочные статуэтки из алебастра и слоновой кости. Скульптура рококо и раннего классицизма представлена работами Игнаца Гюнтера, Йозефа Антона Фойхтмайера, Эдма Бушардона, Пьера Пуже, Жана-Антуана Гудона.

## Музей византийского искусства
Коллекция музея включает в себя произведения искусства и предметы быта из Западной Римской империи и Византийской империи, относящиеся к III—XV вв., то есть охватывают практически всё античное Средиземноморье: Италию, Турцию, Балканский полуостров, Грецию, Северную Африку, Ближний Восток и Россию. Наиболее ценными экспонатами, определившими специфику музея, являются позднеантичные саркофаги из Рима, столицы Западной Римской империи; фигурные и орнаментальные пластики из Восточной Римской империи; резные изделия по слоновой кости, иконы и мозаики — великолепные образцы придворного искусства Византии; предметы быта и христианского культа из Египта.

## Монетный кабинет
Монетный кабинет является одним из старейших собраний в составе Фонда прусского культурного наследия. Своё начало оно берёт в XVI в. от кунсткамеры бранденбургских курфюрстов. В 1868 году кабинет получил статус самостоятельного музея, а в 1904 году переехал в специально предназначенные помещения на первом этаже Музея Боде.
Монетный кабинет — одна из наиболее крупных нумизматических коллекций. Огромную ценность представляют закрытые серии монет, охватывающие период с VII в. до н. э. — до чеканки монет в Малой Азии и до настоящего времени. Из более чем 500 тысяч предметов в экспозиции представлена лишь малая часть. В Пергамском музее представлено 1500 уникальных античных монет. В четырёх залах Музея Боде на втором этаже разместилась экспозиция, включающая 4000 монет и медалей. О представленных экспонатах рассказывает интерактивный каталог монет. Оставшуюся часть экспозиции на первом этаже можно осмотреть по предварительной договорённости. Там же находится публичная специальная нумизматическая библиотека.

## Галерея

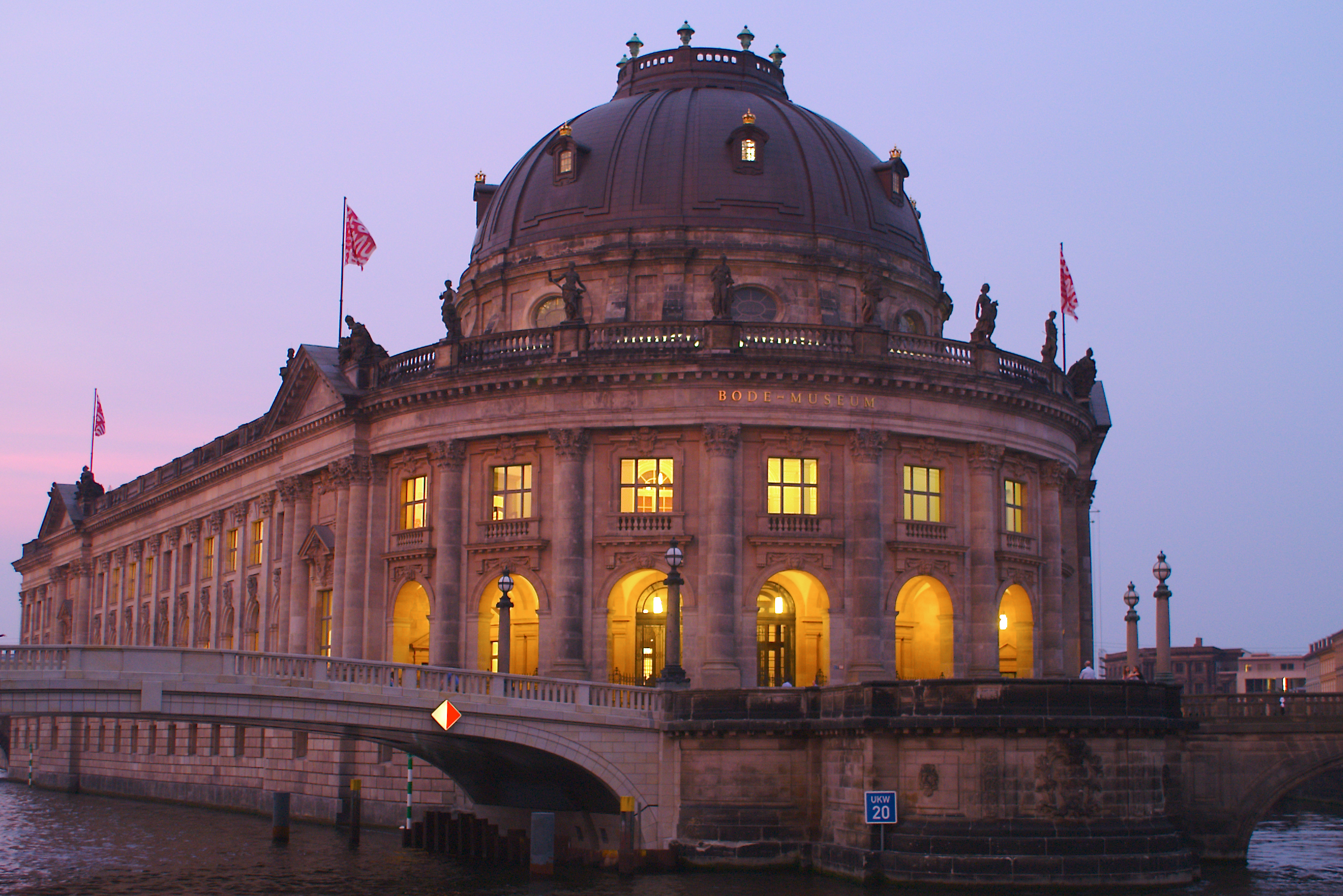
Музей Боде
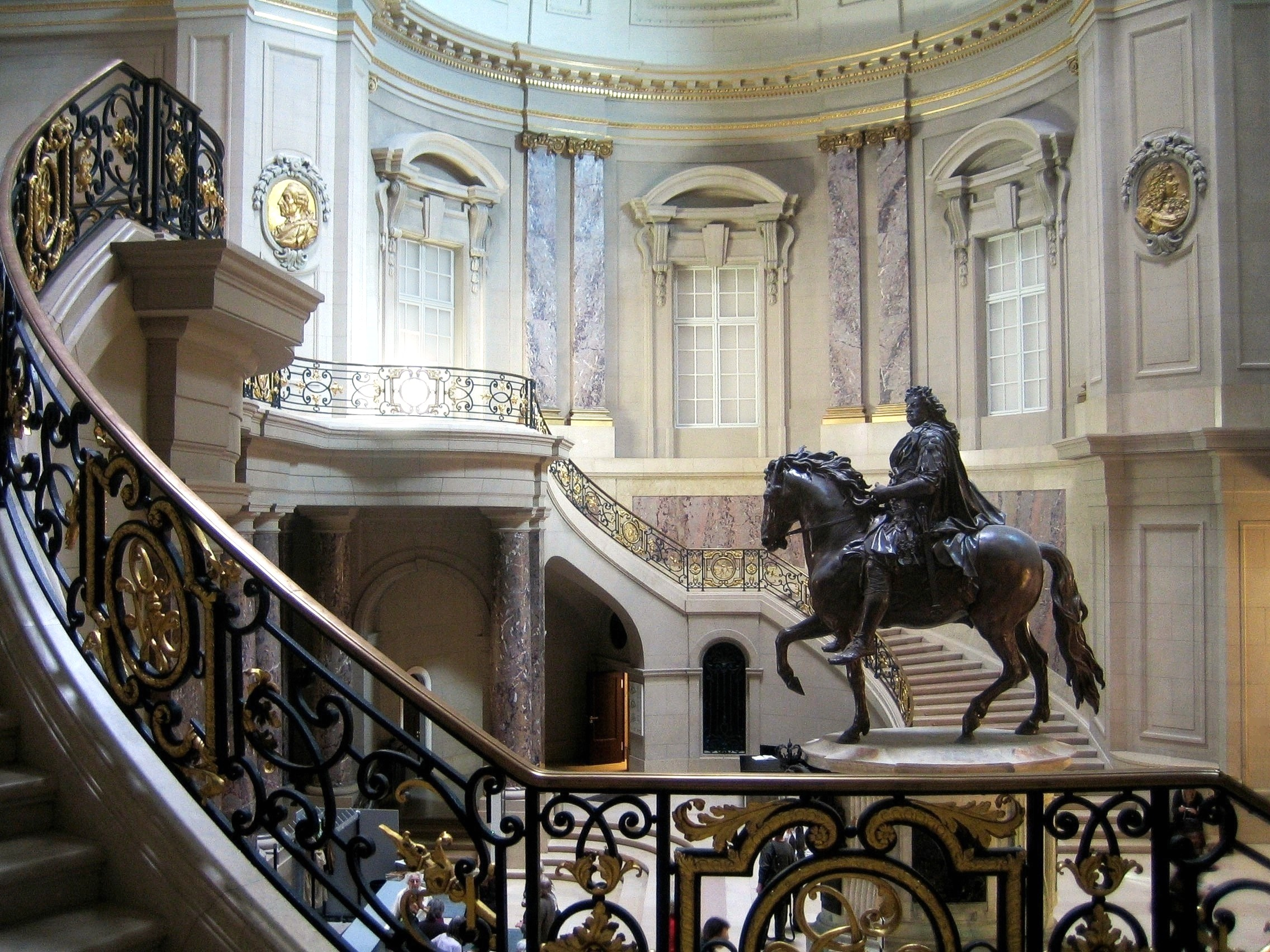
Большой купольный зал с конной статуей Великого курфюрста
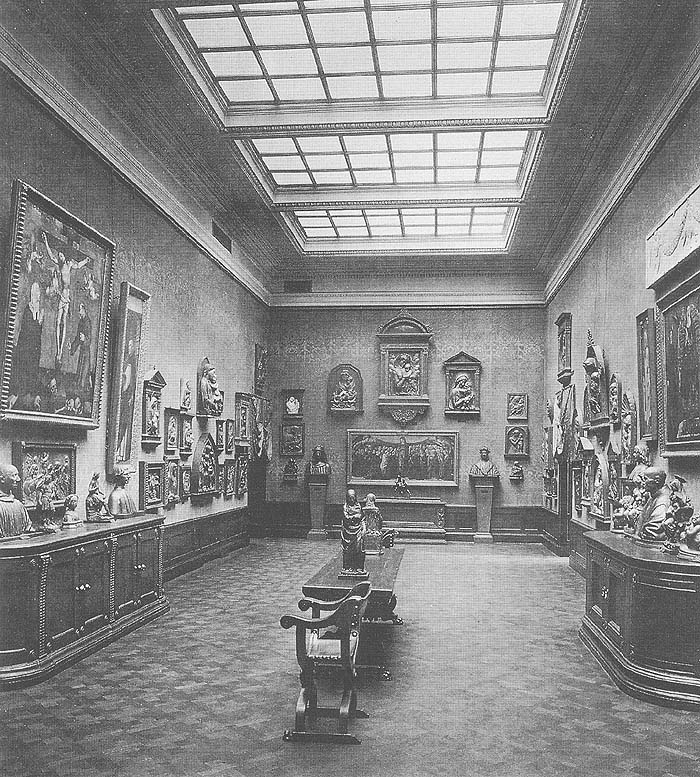
Выставочный зал. Ок. 1905
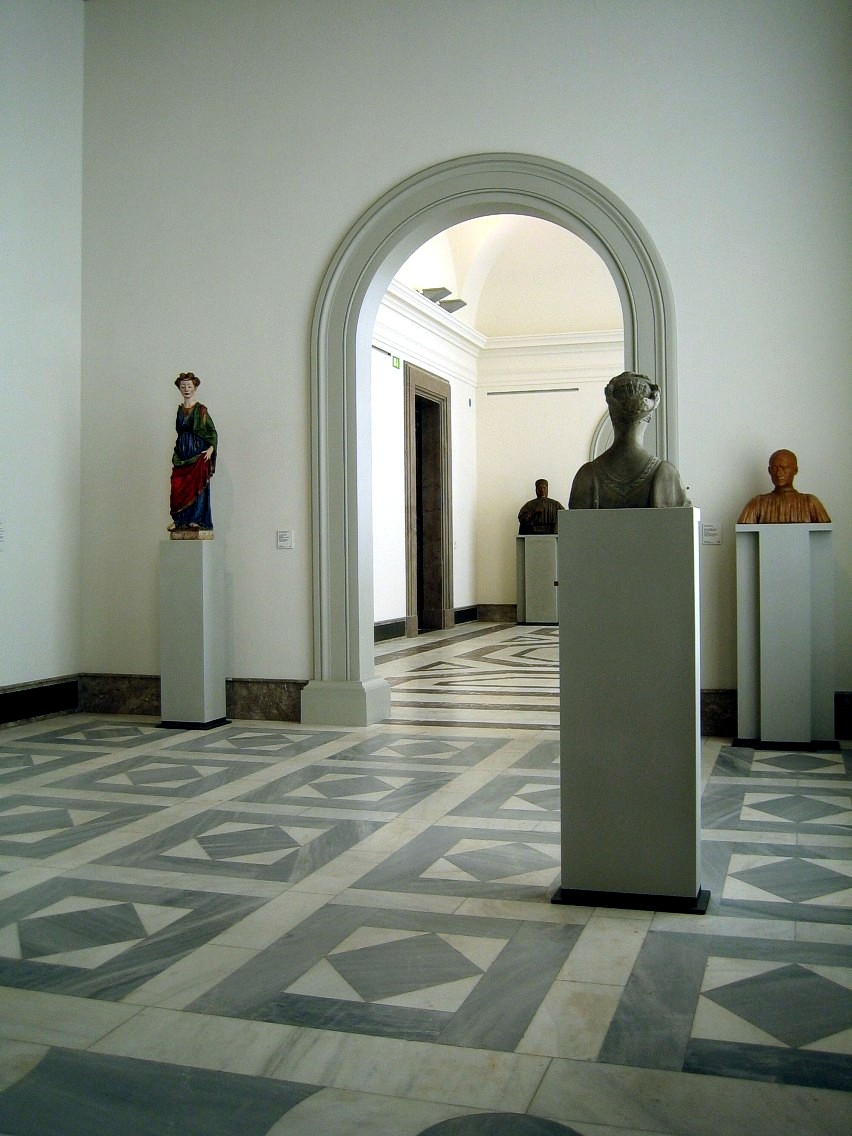
Выставочный зал
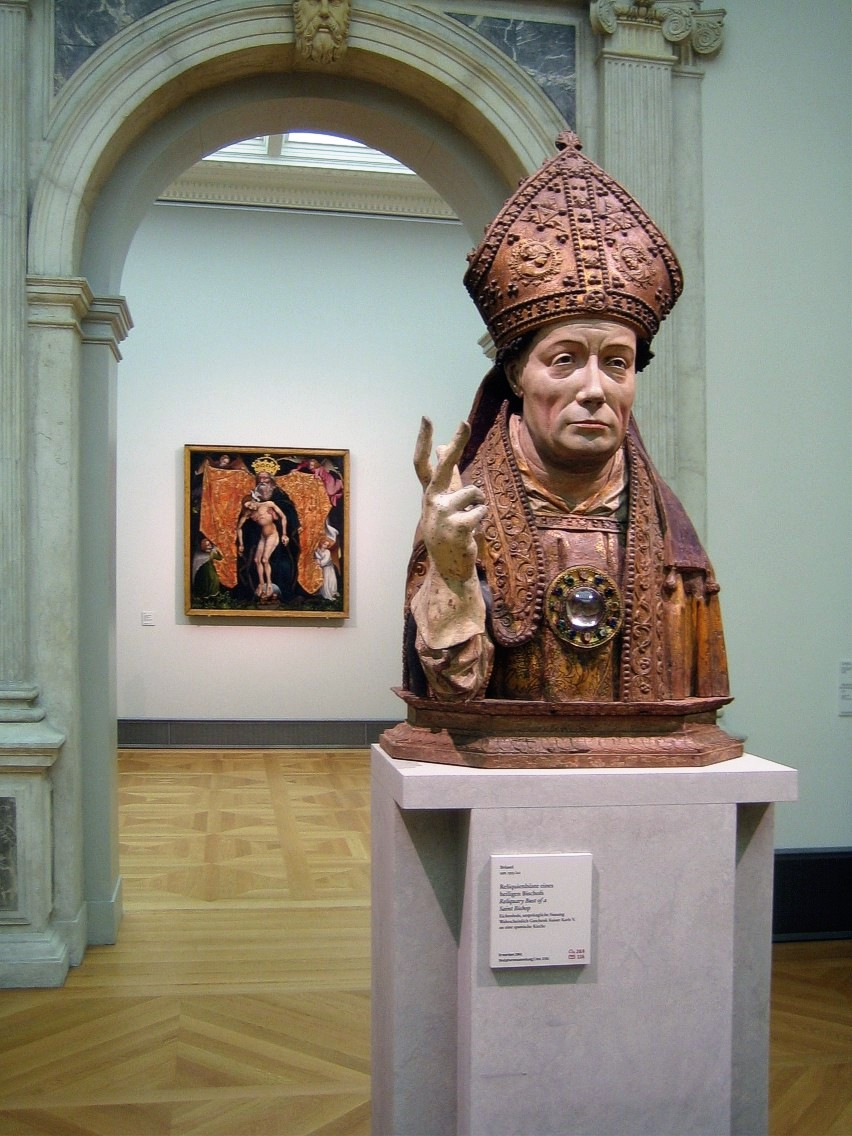
Выставочный зал
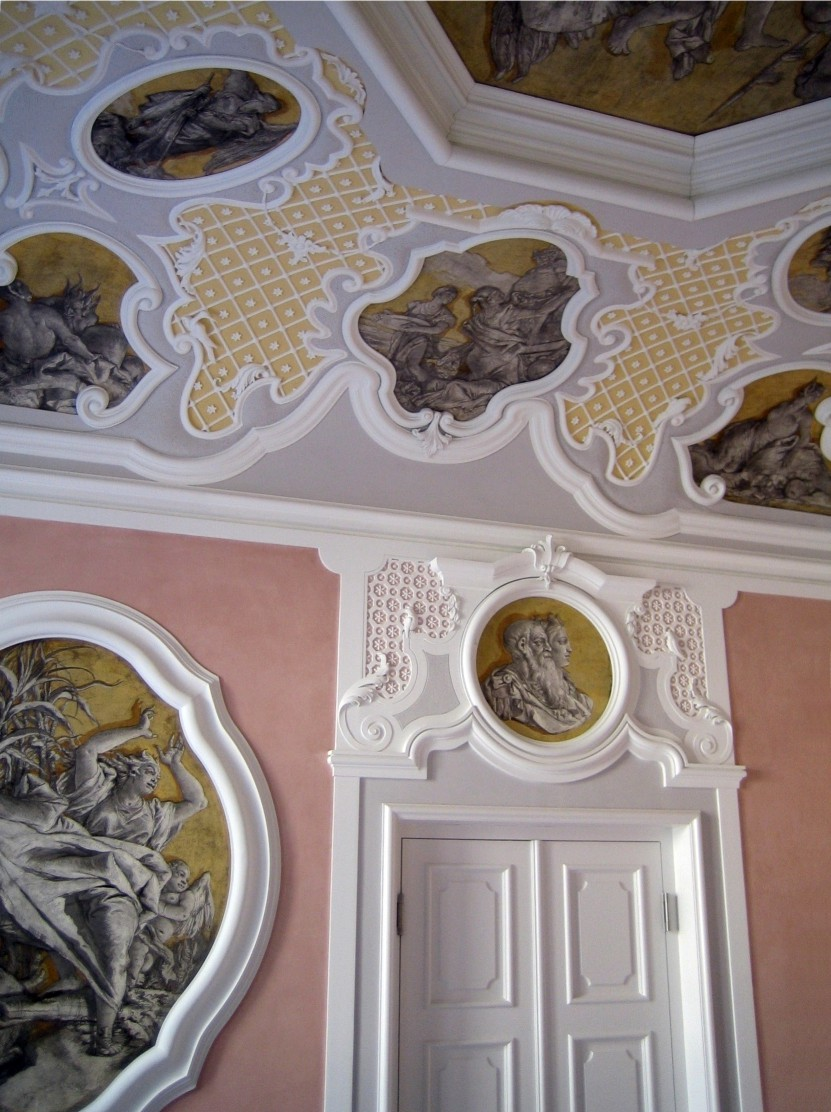
Кабинет Тьеполо
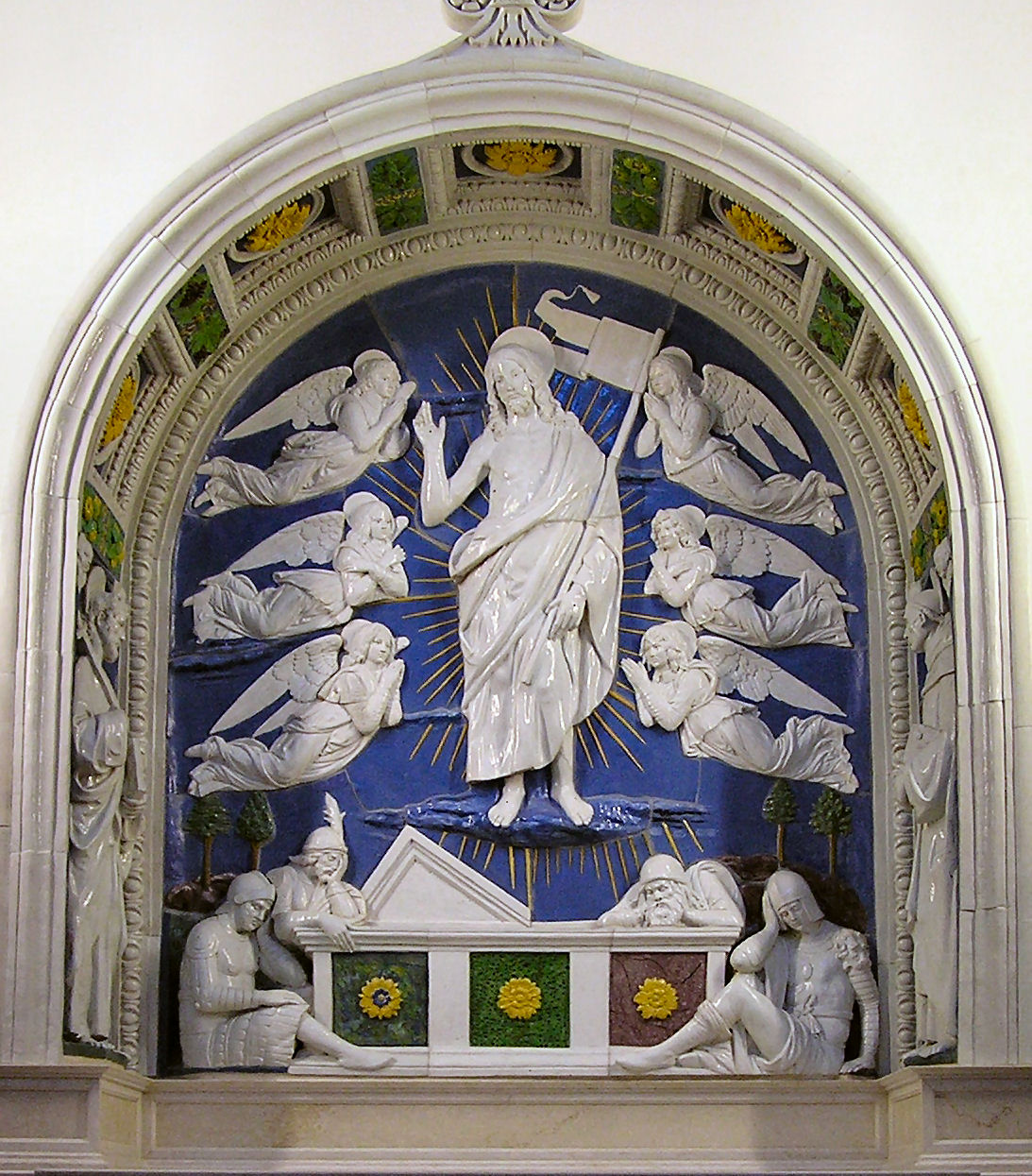
Андреа делла Роббиа, «Воскресение»
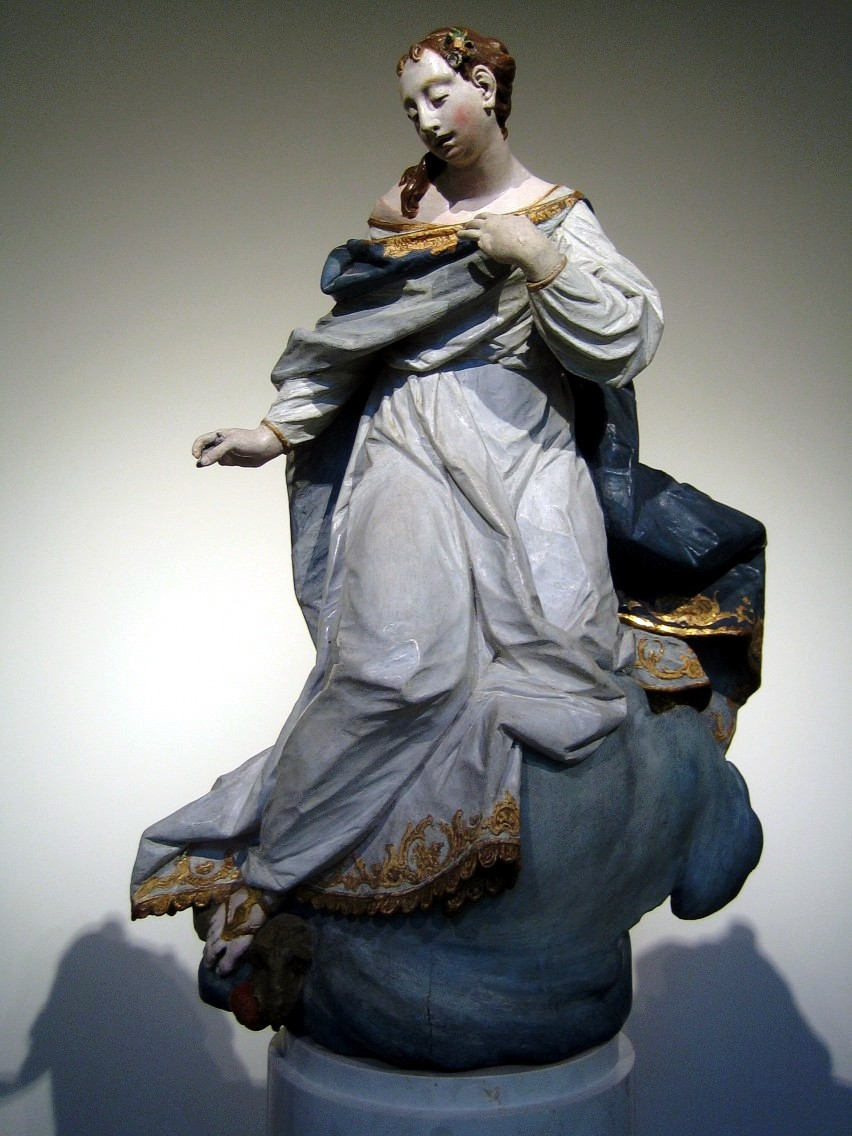
Игнац Гюнтер, «Мария Иммакулата», 1750-60 годы
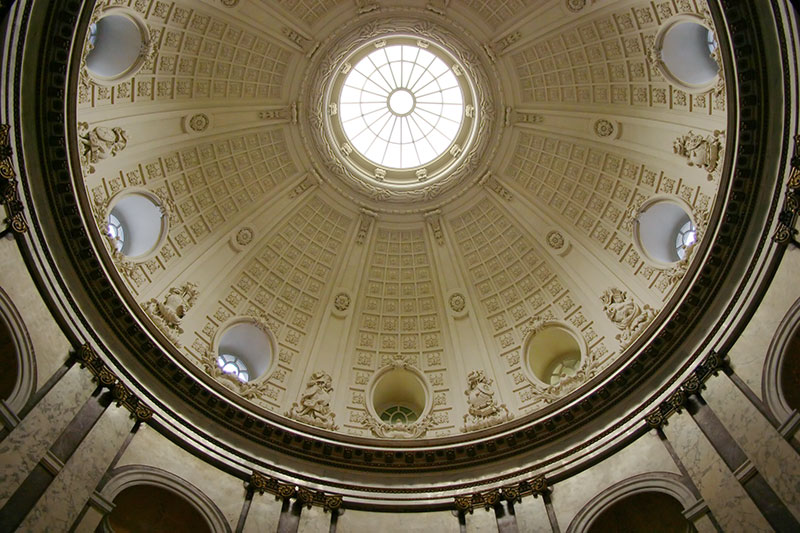
Малый купол
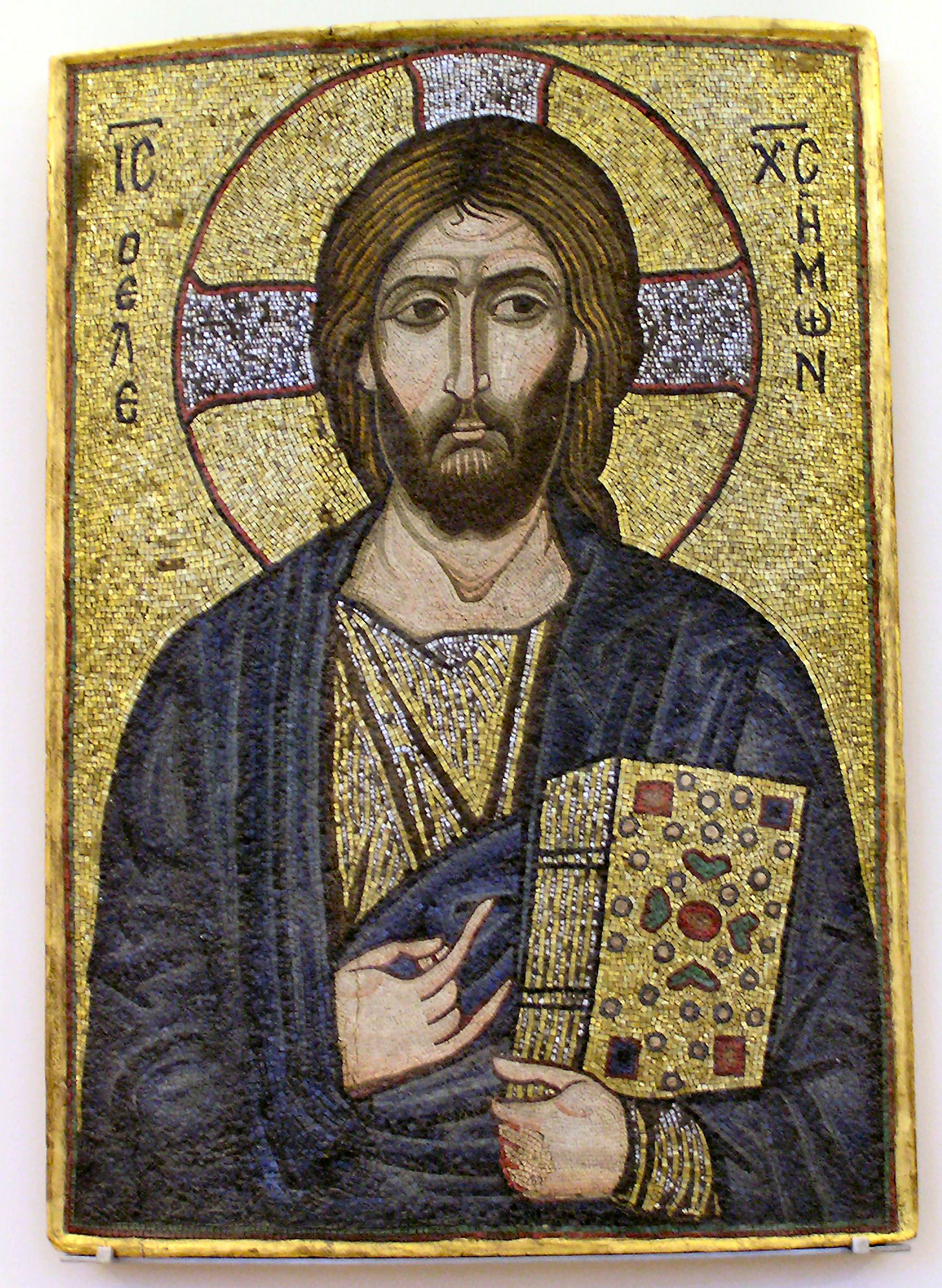
Мозаичная икона, ок. 1100-1150
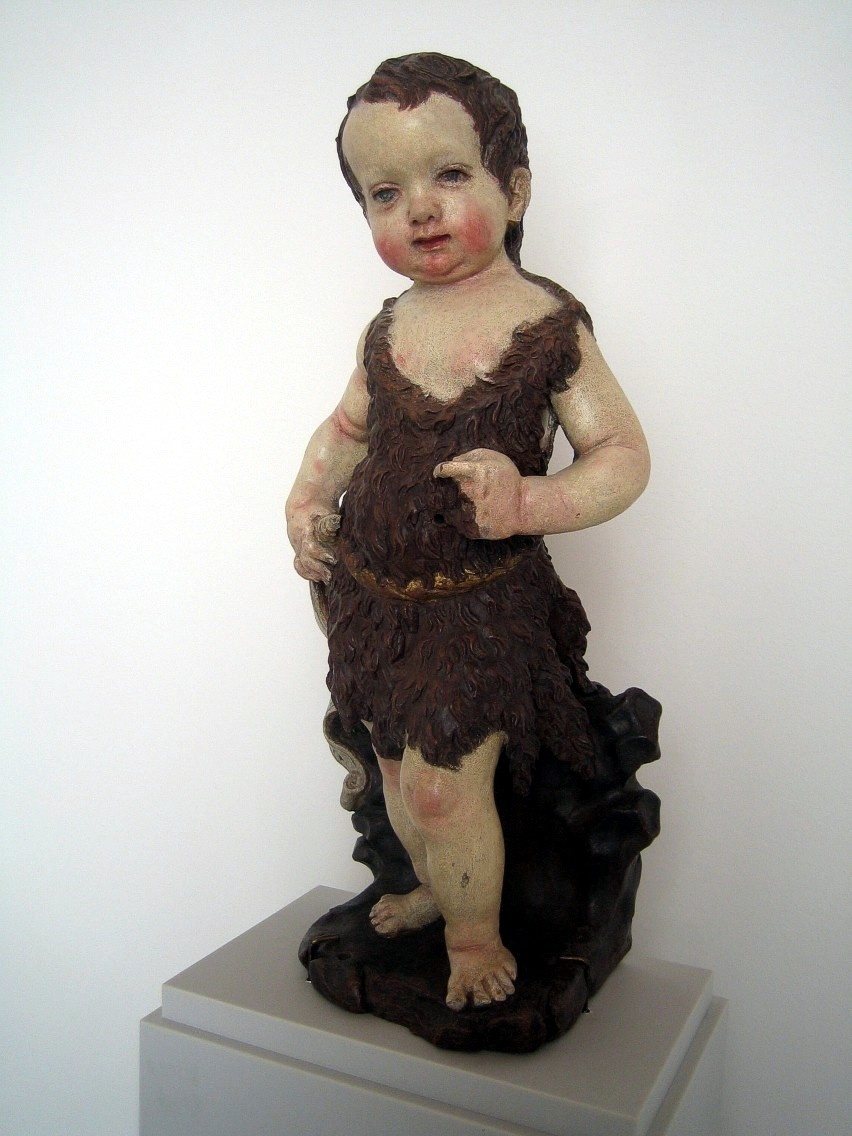
Грегорио ди Лоренцо, Иоанн Креститель, ок. 1480
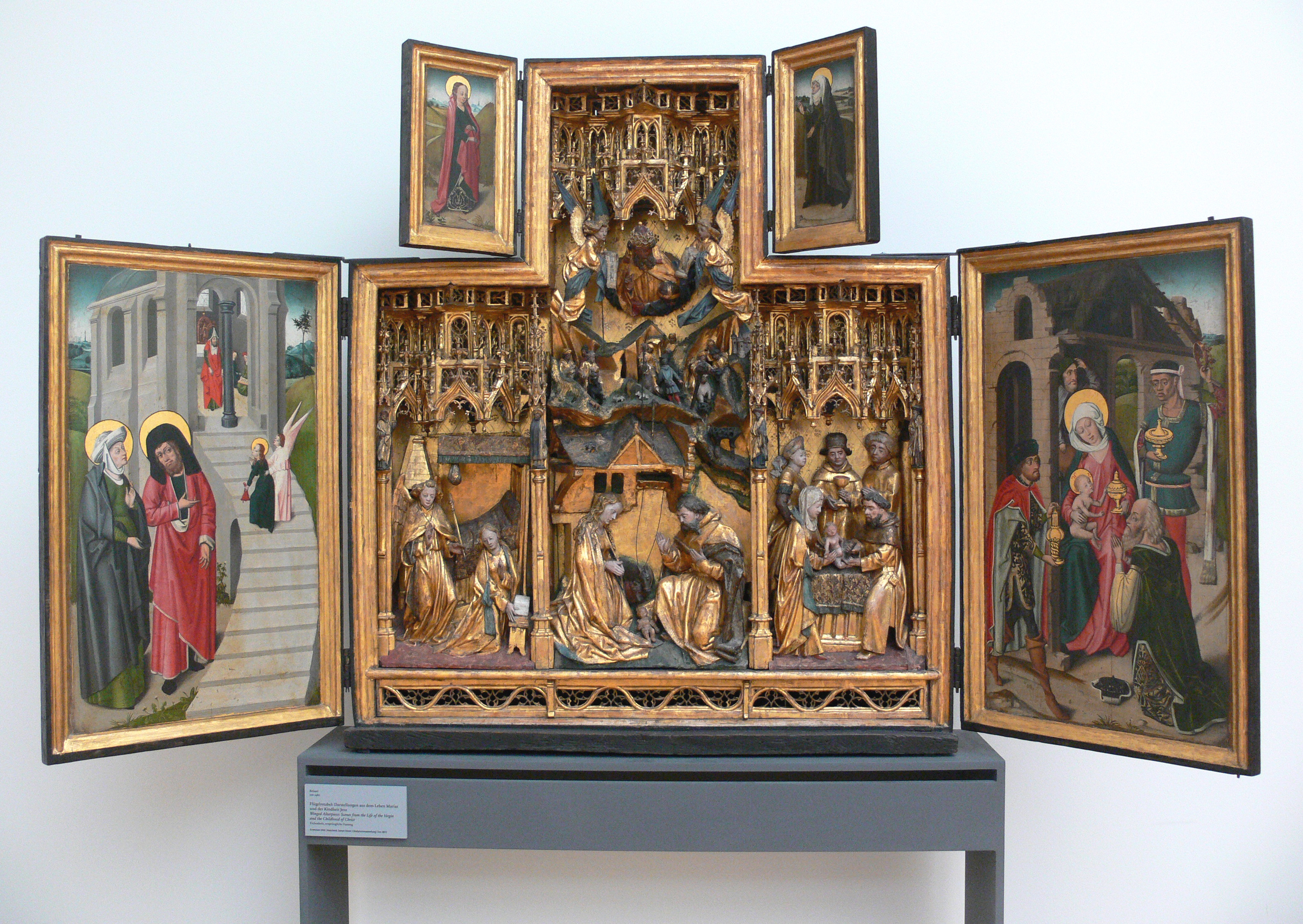
Брюссельское ретабло из Осса, ок. 1480
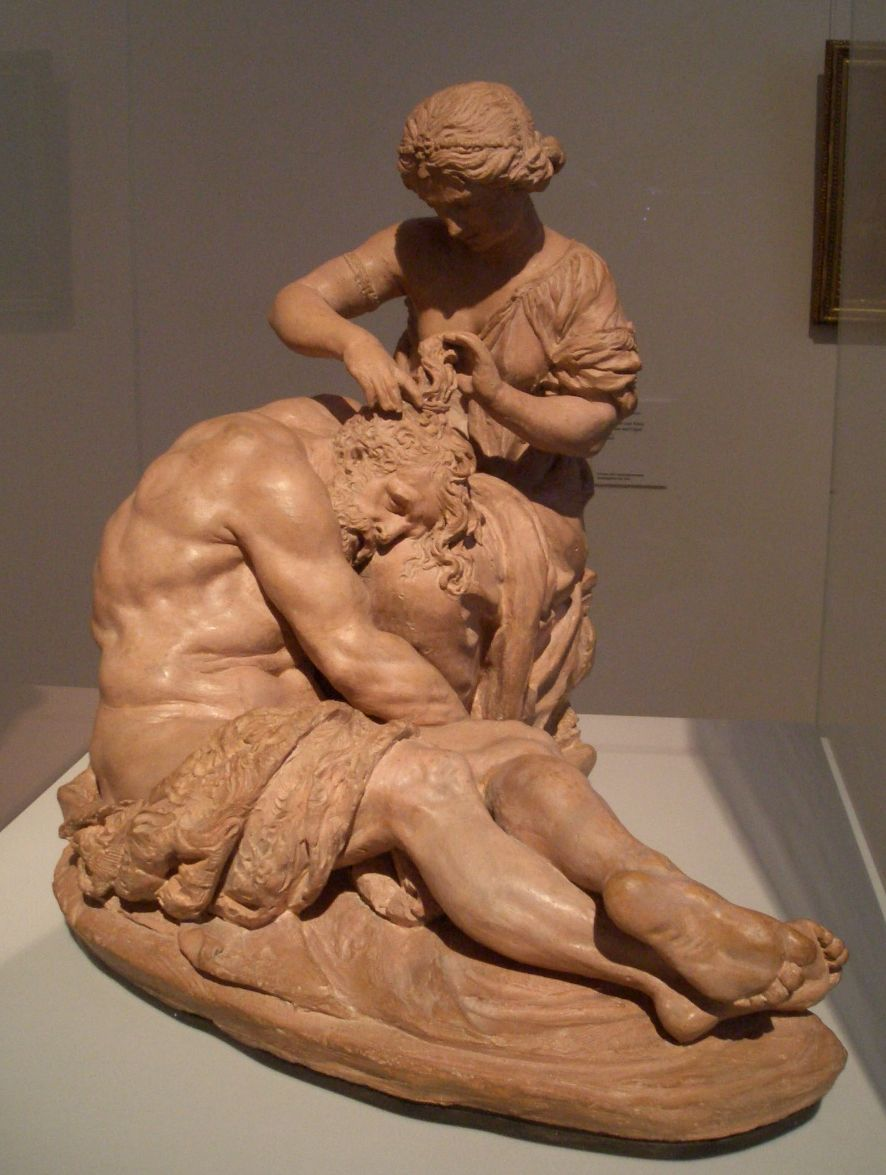
Артус Квеллинус Старший: Самсон и Далила, терракота, Антверпен, 1640.